# Aequum Tuticum
Aequum Tuticum was een Romeins dorp in de Italiaanse gemeente Ariano Irpino. Ariano Irpino bevindt zich in de regio Campanië. 

## Naam
De dubbele naam verwijst volgens historici naar een tweeledige bevolking op deze plek: Romeinen en Samnieten. De Samnieten waren er het eerst; de naam Tuticum zou in hun taal, het Oskisch, publiek toegankelijk betekenen. De naam Aequum is Latijn en betekent effen of vlak.
De plaats van het dorp heet sinds de Middeleeuwen Sant’Eleuterio, naar een christelijk martelaar die in de achtste eeuw vereerd werd.

## Ligging
Aequum Tuticum lag in de vallei van het riviertje Cervaro, wat Plinius de Oudere Cerbalus noemde. 
Aequum Tuticum lag op een knooppunt van wegen die in de loop der tijd werden aangelegd tijdens de Romeinse Oudheid. Het gaat om de volgende wegen: Via Aemilia in Hirpinis, een zijweg van de Via Appia; de Via Minucia; de Via Traiana tussen Beneventum en Brindisi; en de Via Herculea. Dat al deze wegen hier kruisten, wijst op aanwezigheid van publieke figuren, waarschijnlijk senatoren die hier woonden. 

## Beschrijving
Uit de Samnitische tijd is er niets bewaard gebleven. De oudste laag in de archeologische site bevat resten van een badhuis der Romeinen uit de eerste eeuw. Dit badhuis was versierd met witte en zwarte tegels. Bovenop, uit de tweede eeuw, werden resten van verschillende stapelhuizen blootgelegd. Daarnaast waren er herbergen en een villa. Het dorp werd bewoond tot het eind van de 4e eeuw, ondanks de zware aardbeving in het jaar 346. 
Archeologen troffen ook restanten aan van Middeleeuwse huizen. Ze schatten dat het dorp na de Romeinse Tijd opnieuw bewoond werd en dit zeker tot de 14e eeuw, wanneer een aardbeving alle economische activiteit stil legde.